# Kairō
Pour les articles homonymes, voir Kairo.

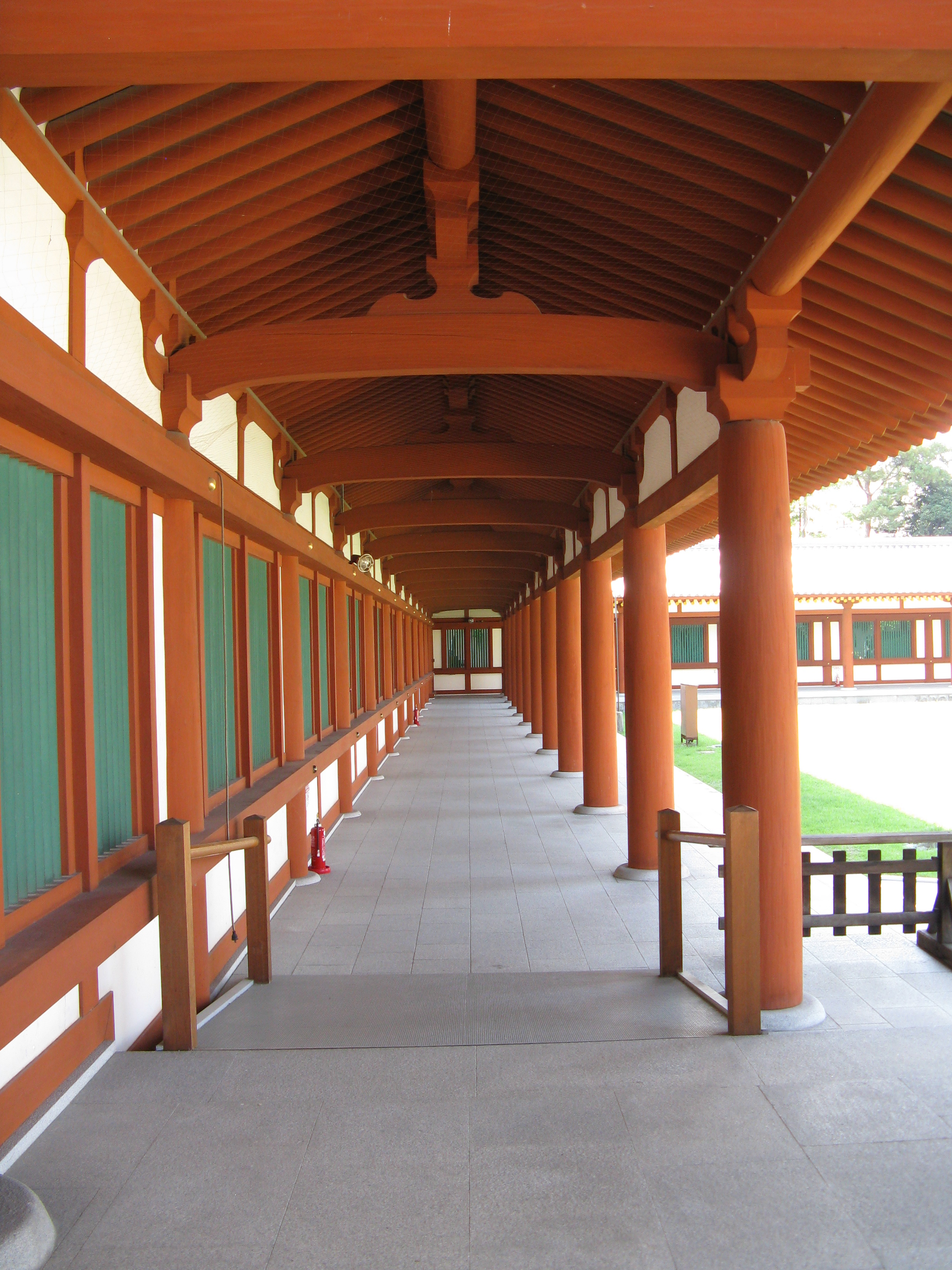
Kairō du Yakushi-ji.

Un kairō (回廊), aussi appelé bu (廡), sōrō ou horō (歩廊), est un cloître entourant la zone la plus sacrée d'un temple bouddhiste, voire d'un sanctuaire shinto.

## Description
Le kairō (回廊) est la version japonaise du cloître, couloir couvert construit à l'origine autour de la zone la plus sacrée d'un temple bouddhiste, zone qui comprend le kon-dō et le tō (pagode). De nos jours, il s'en trouve également dans des sanctuaires shinto et dans les résidences aristocratiques de style shinden-zukuri.
Le kairō et le rōmon comptent parmi les éléments de garan les plus importants apparus à l'époque de Heian. Le premier entoure la partie la plus sainte du garan, tandis que le second en est la sortie principale. Aucun n'est à l'origine caractéristique des sanctuaires shinto mais, avec le temps, ils en sont souvent venus à remplacer la traditionnelle barrière entourant le sanctuaire et appelée tamagaki. Le plus ancien exemple de complexe kairō/rōmon se trouve à Iwashimizu Hachiman-gū, à présent un sanctuaire, mais anciennement un « sanctuaire-temple » (神宮寺). Le rōmon aurait été construit en 886 et le kairō à peu près à la même époque.
Itsukushima-jinja est un exemple de la forme achevée de ce genre de complexe.
Il existe deux types de kairō, l'un d'une baie de large et l'autre de deux baies de large, la baie étant l'espace situé entre deux piliers. Le premier est, de loin, le plus commun.

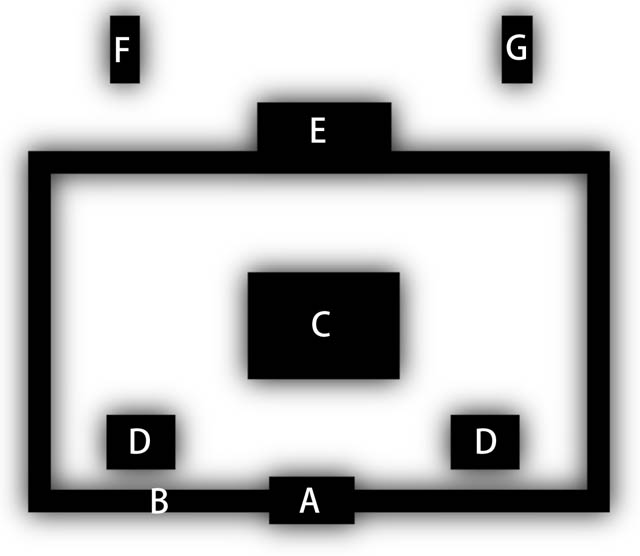
Plan de Yakushi-ji avec le kairō entourant le garan.
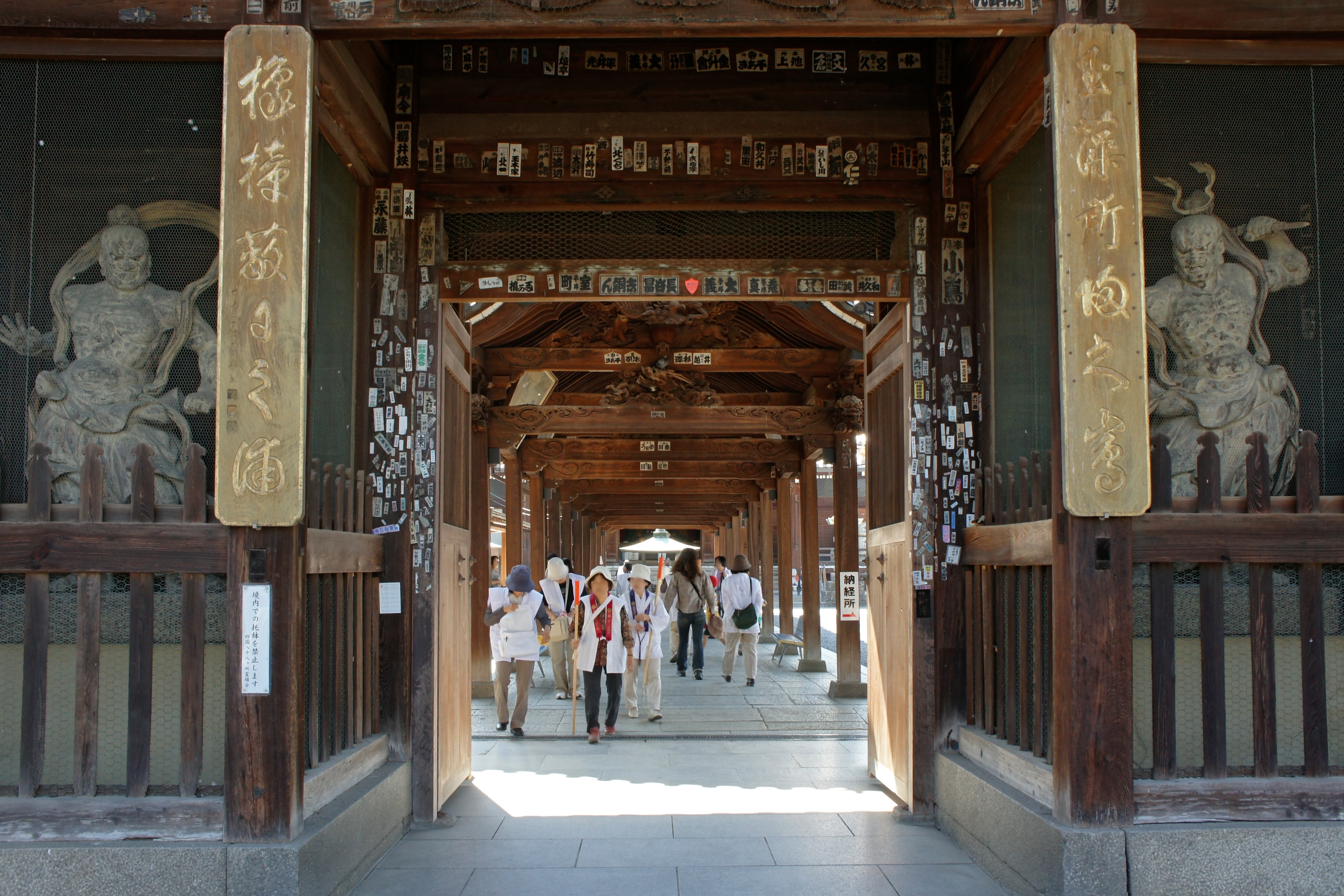
Entrée du kairō de Zentsū-ji.
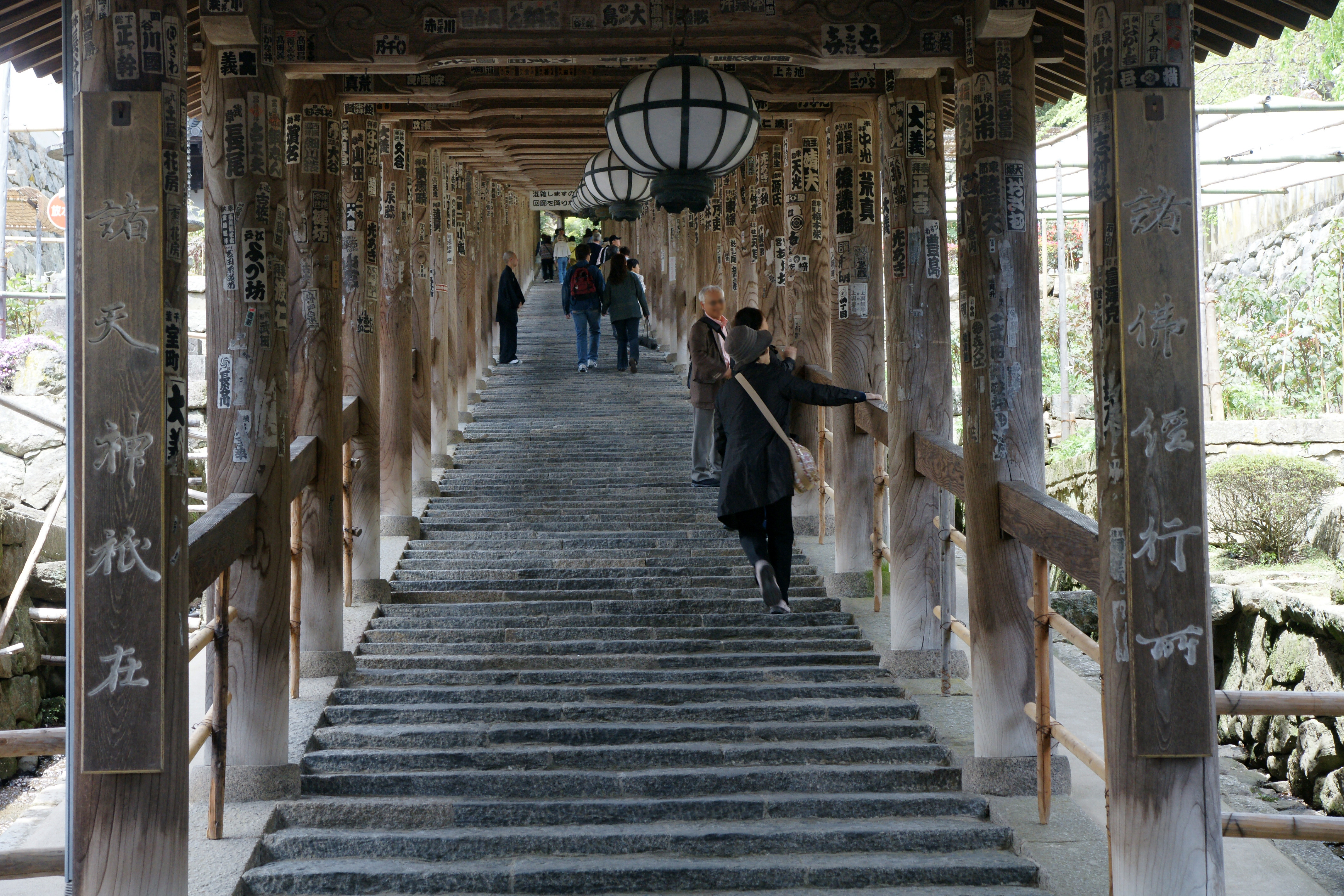
Kairō de Hase-dera.
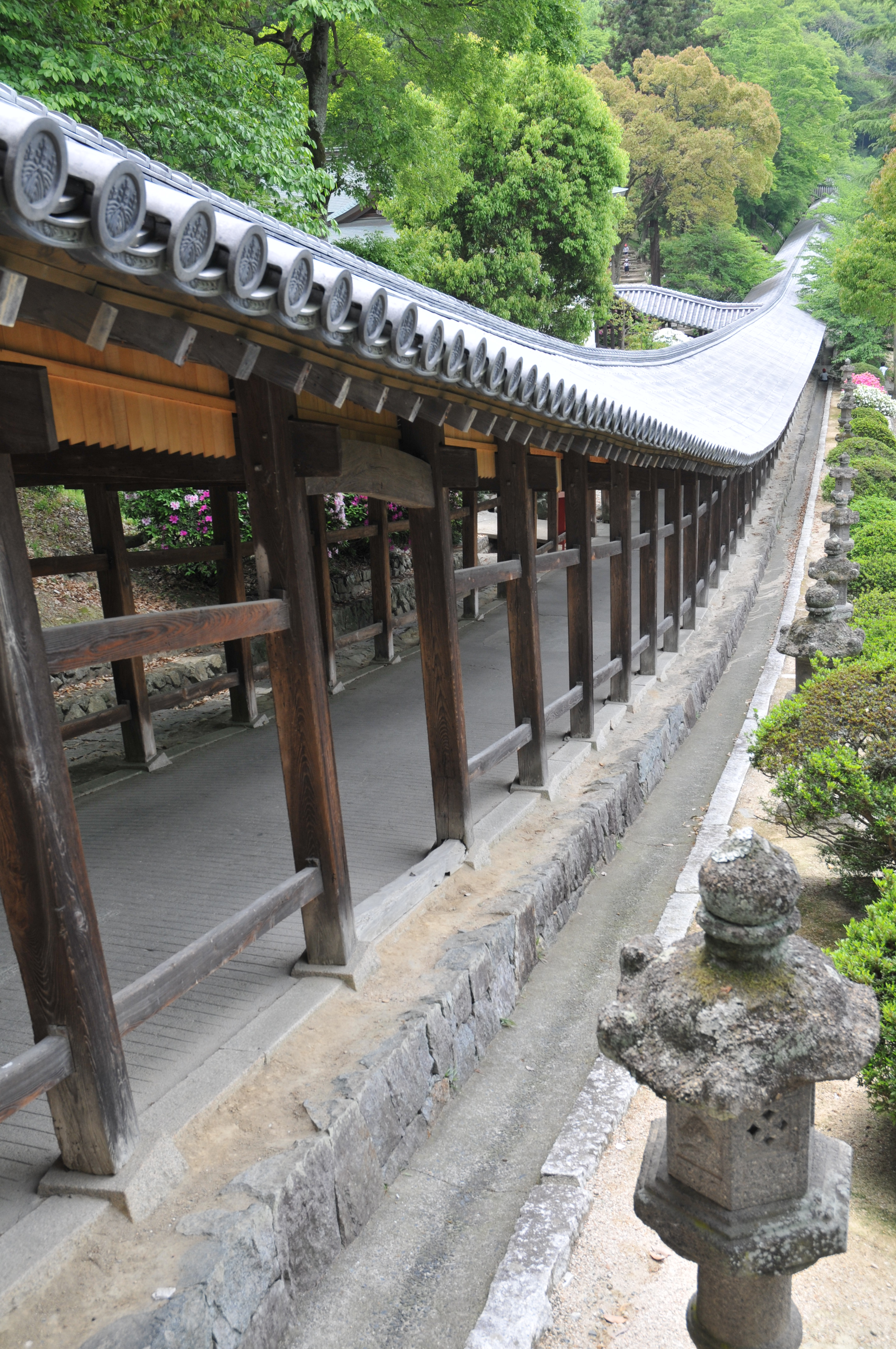
Kairō du Kibitsu-jinja.

## Tanrō
Le type d'une baie de large n'est supporté que par deux rangées de piliers et s'appelle donc tanrō (単廊, lit. « couloir unique »).
Des fenêtres typiques appelées renjimado (連子窓) (voir galerie) laissent entrer l'air et la lumière.

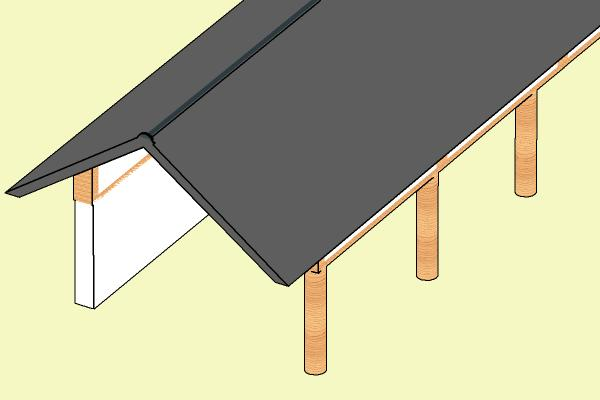
Dessin d'un tanrō.
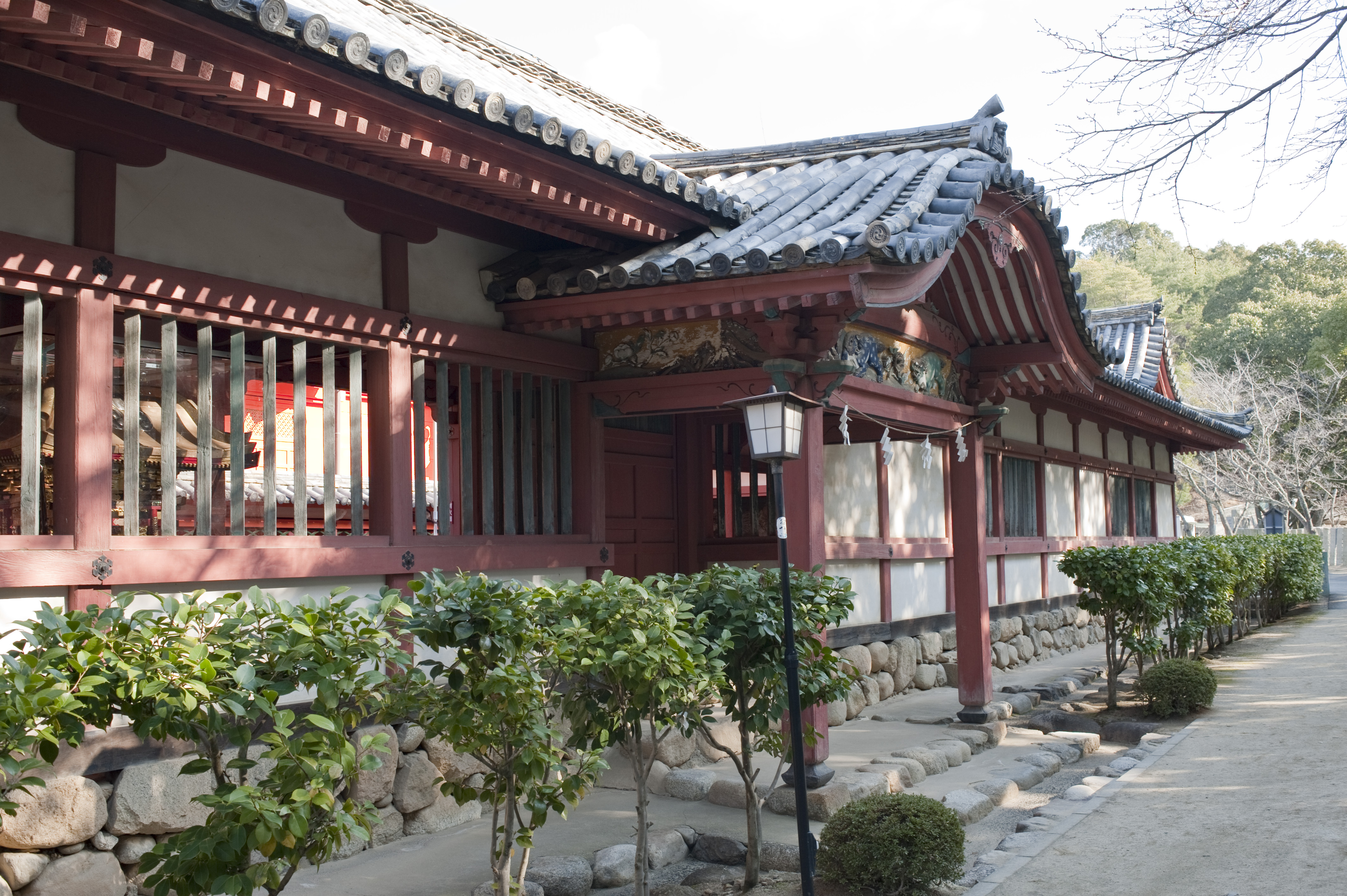
Kairō avec renjimado.

## Fukurō
Le type large de deux baies, supporté par trois rangées de piliers et appelé fukurō (複廊, lit. « couloirs multiples »), est divisé en deux couloirs identiques par un mur (voir maquette dans la galerie).
Bien que l'on sache qu'il en a existé plusieurs dans des temples bouddhistes importants, par exemple à Tōdai-ji, il n'en reste plus aucun. Quelques fukurō subsistent cependant dans certains sanctuaires shinto.

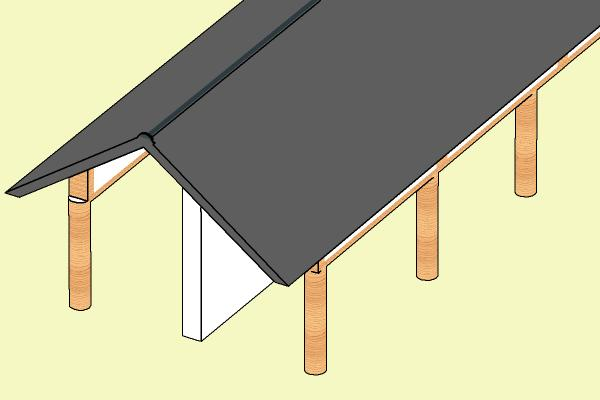
Dessin d'un fukurō.
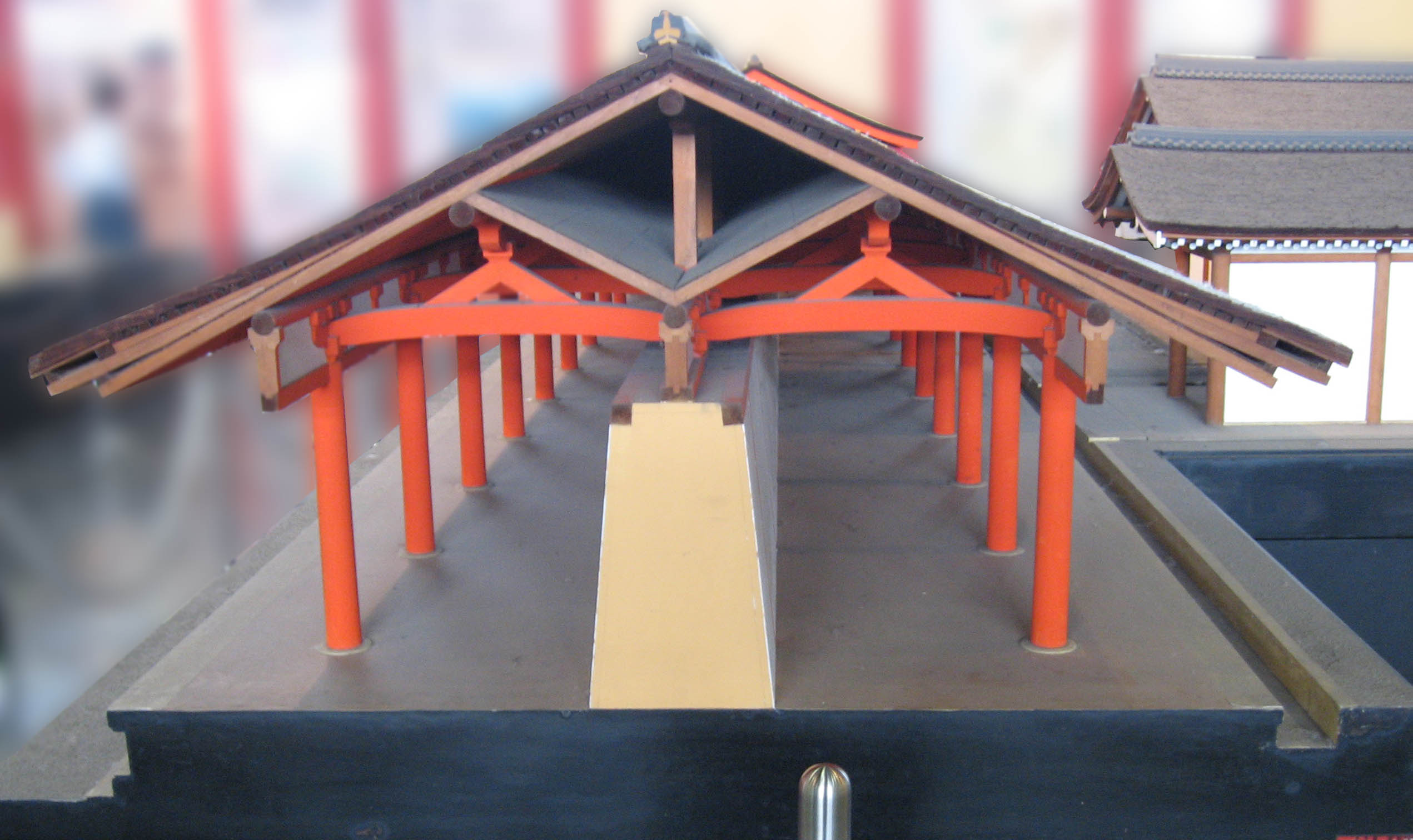
Maquette d'un fukurō.
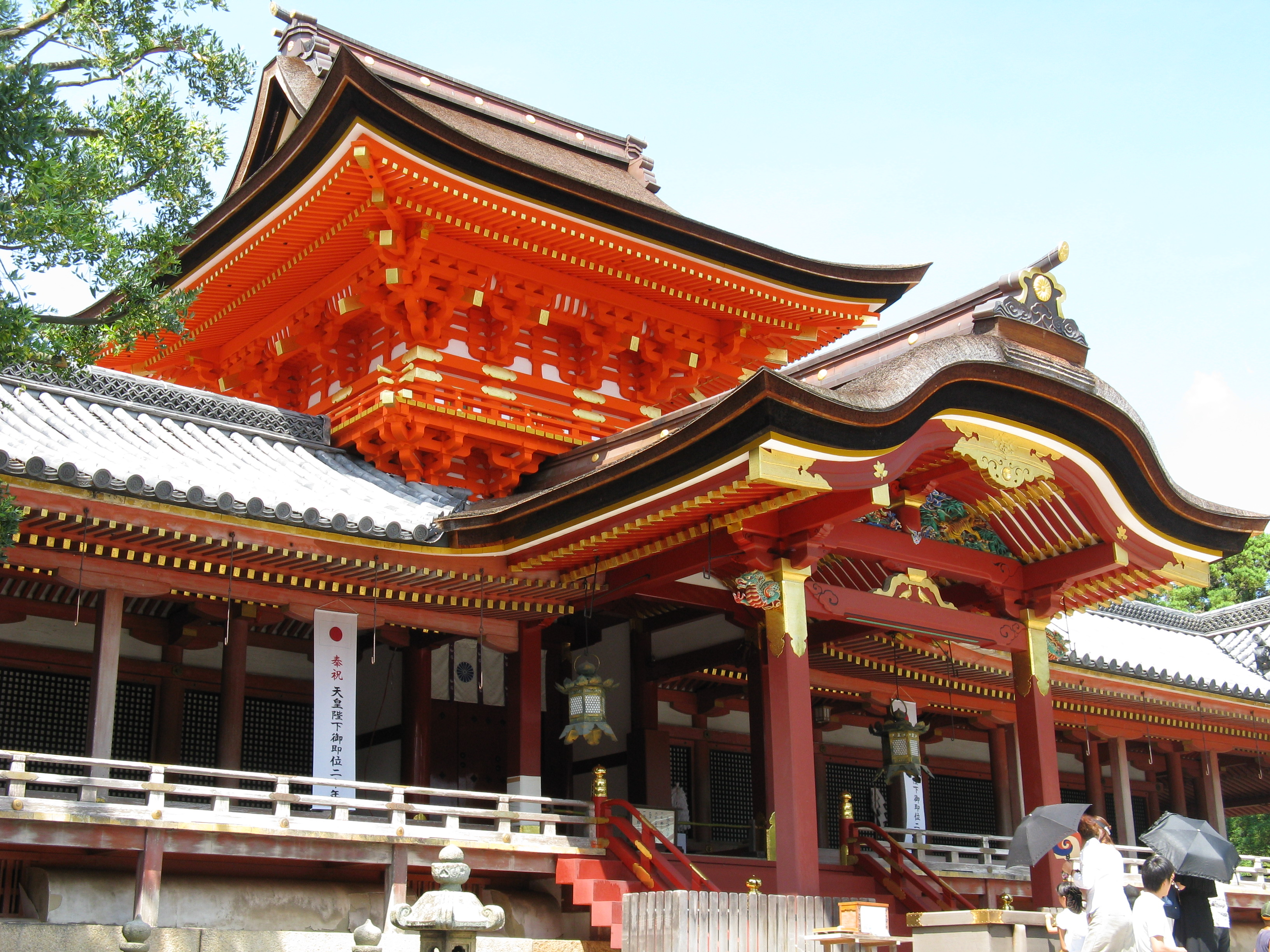
Fukurō et rōmon d'Iwashimizu Hachiman-gū.